# Taraxacum plumbeum
Taraxacum plumbeum — вид квіткових рослин з родини айстрових (Asteraceae). Ареал: Австрія, Чехія, Словаччина, Данія, Німеччина, Італія, Польща, Швеція, Швейцарія, Україна; інтродукований до Аргентини та Британської Колумбії; це багаторічна рослина помірних біомів.
Вид зустрічається на сухих, широко використовуваних луках, на піщаних лісових дорогах і сухих галявинах.
Основні діагностичні ознаки цього таксону: листки темно-зелені, зазвичай глибоко розрізані, молоде листя ворсисте, бічних часток по 5–6 пар, розпушені або (у зовнішніх листків) серпуваті, верхній край їх часто опуклий, цілокраї або рівномірно зубчасті; кінцева частка зовнішніх листків зазвичай невелика, трикутна, а внутрішніх часто язичково-видовжені з зубчастим краєм; черешки безкрилі, зазвичай червоні; стеблини запушені; квіткова голова ≈ 3 см у діаметрі; зовнішні приквітки прямі, 2.0–2.9 мм ушир, 7.0–9.0 мм завдовжки, без меж або з дуже вузькими краями; сім'янки жовтувато-світло-червоно-бурі, 3.9–4.1 мм завдовжки; папус ≈ 6 мм завдовжки.